# かばん屋の相続
『かばん屋の相続』（かばんやのそうぞく）は、池井戸潤の経済小説。『オール讀物』（文藝春秋）にて表題作を含む6篇の短編が2005年12月号から2008年9月号にかけ掲載され、2011年4月8日に文春文庫にて文庫化された。
2015年に収録作の2篇が日本テレビ系テレビドラマ『花咲舞が黙ってない』第2シリーズの原作として映像化され（詳細は#テレビドラマを参照）、ラジオドラマも放送された（詳細は#ラジオドラマを参照）。

## あらすじ
十年目のクリスマス
あきほ銀行の行員・永島は神室電機の元社長・神室を新宿のデパートで見かける。会社が倒産し路頭に迷ったはずの神崎であったが、なぜか羽振りが良さそうであった。
セールストーク
京浜銀行の行員・北村は印刷会社の社長・小島に融資の見送りを告げるが、小島は独力で個人から5千万円の融資を取り付ける。
手形の行方
関東第一銀行の行員・伊丹は若手行員の堀田が1千万円の手形を紛失したことから、手形の発見に尽力する。
芥のごとく
入行2年目の行員・山田は初めて担当となった資金繰りに苦戦する土屋鉄商の女社長・土屋を支えようと奔走する。
妻の元カレ
東都銀行の行員・ヒロトは、妻・絵里香の元カレである森中が会社を設立したことを伝える葉書きを見つける。
かばん屋の相続
池上信用金庫の職員・小倉の取引先「松田かばん」の社長・松田義文が急死する。義文の遺言状には会社を支えてきた次男の均ではなく、家業を嫌い行員となった長男の亮に会社の全株を譲ると書かれていた。

## 登場人物

### 十年目のクリスマス
永島真司
あきほ銀行 融資部調査役。10年前、神室電機への融資を見送っている。
神室彦一
神室電機の元社長。銀行からの融資を見送られたのち、会社が火災に遭い倒産させている。

### セールストーク
北村
京浜銀行 融資部調査役。小島に融資の見送りを告げる。
小島
印刷会社社長。

### 手形の行方
伊丹
関東第一銀行の行員。堀田の上司。
堀田
関東第一銀行の若手行員。ミュージシャン志望で行員はデビューまでの腰掛といって憚らない。

### 芥のごとく
山田一
大阪の銀行に入行して二年目の融資課の行員。
土屋
資金繰りにあえぐ土屋鉄商の女社長。

### 妻の元カレ
ヒロト
東都銀行の行員。
絵里香
ヒロトの妻。結婚して5年。
森中
絵里香の元カレ。

### かばん屋の相続
小倉太郎
池上信用金庫の職員。
松田義文
「松田かばん」の社長。亮と均の父親。
松田均
義文の次男。「松田かばん」の専務。
松田亮
義文の長男。白水銀行の元支店長。

## 書籍情報
- 池井戸潤『かばん屋の相続』文春文庫、2011年4月8日[3]、ISBN 978-4-16-772805-2

| タイトル           | 初出                          | 備考                    |
| ------------------ | ----------------------------- | ----------------------- |
| 十年目のクリスマス | 『オール讀物』2005年12月号[1] | 「非常出口」より改題[1] |
| セールストーク     | 『オール讀物』2006年7月号[1]  |                         |
| 手形の行方         | 『オール讀物』2006年11月号[1] | 「手形」より改題[1]     |
| 芥のごとく         | 『オール讀物』2007年3月号[1]  |                         |
| 妻の元カレ         | 『オール讀物』2008年9月号[2]  |                         |
| かばん屋の相続     | 『オール讀物』2007年12月号[2] |                         |
文庫を元にオーディオブック化されており、白石兼斗の朗読により2019年12月にAudibleからデータ配信された。

## テレビドラマ
2015年7月8日から9月16日まで日本テレビ系「水曜ドラマ」枠で放送された『花咲舞が黙ってない』（はなさきまいがだまってない）第2シリーズで本作収録の「セールストーク」が第6話の、「手形の行方」が第9話の原作としてドラマ化された。

## ラジオドラマ
2015年12月16日に文化放送『青山二丁目劇場スペシャル』（あおやまにちょうめげきじょうスペシャル）で「セールストーク」、「芥のごとく」、「かばん屋の相続」の3篇が放送された。
ラジオドラマ番組『青山二丁目劇場』が2006年の放送開始から放送500回を迎えたことを記念して、通常30分の番組を1時間に拡大して放送された特別番組（レギュラー放送は2015年当時、毎週月曜20時30分 - 21時）。

### キャスト（ラジオドラマ）
- 劇場支配人 - 古川登志夫[6]

#### セールストーク（ラジオドラマ）
- 北村 - 沢城みゆき[6]
- 小島 - 石塚運昇[6]
- 田山 - 古川登志夫[6]
- 井手 - 田中亮一[6]
- 氷室 - 杉山佳寿子[6]

#### 芥のごとく（ラジオドラマ）
- 山田 - 赤羽根健治[6]
- 松岡 - 森田成一[6]
- 斉藤 - 古川登志夫[6]
- 吉川 - 草尾毅[6]
- 土屋 - 山口由里子[6]

#### かばん屋の相続（ラジオドラマ）
- 小倉 - 岸尾だいすけ[6]
- 高坂 - 古川登志夫[6]
- 松田均 - 置鮎龍太郎[6]
- 松田亮 - 小野坂昌也[6]
- 森脇 - 柿沼紫乃[6]
- ナレーション - 湯浅真由美[6]